# Ratón Esponja
Ratón Esponja (en inglés 12 oz. Mouse) es una serie animada para adultos, emitida en el Bloque de programación Adult Swim en Cartoon Network. Fue estrenada el 19 de junio de 2005 en Estados Unidos, emitiendo un nuevo episodio cada domingo por la noche desde 10 de 2005 hasta 12 de 2006 y contó con bastante promoción por parte de la cadena, incluyendo comerciales, especiales y una maratón de año nuevo. Consta de 3 temporadas y un total de 22 episodios (20 transmitidos en TV, un webisodio y un especial llamado «Invictus» estrenado en 2018 que marca el retorno de la serie). El programa fue creado y escrito por Matt Maiellaro (cocreador de Aqua Teen Hunger Force) y producido por Williams Street. La serie se centra en Ratón Fitzgerald o "Fitz", un ratón antropomórfico en busca de respuestas sobre su mundo y su pasado. El show se caracteriza por su cruda animación y sus bocetos simplificados, haciendo uso de la animación limitada y el arte tosco en su mayor exponencia. La historia trata sobre una conspiración bizarra, que se construye sobre sí misma, y que en ocasiones llega a ser torcida o no lineal, dejando pistas en cada episodio (incluso en los créditos), pero se va armando hasta develar una historia concreta, de trama profunda y diálogo críptico. En un inicio, Maiellaro realizó el piloto sin darle continuidad a la serie, pero luego decidió establecer un arco narrativo serializado con un detallado mapa de personajes, pistas y mensajes secretos en cada capítulo y un final definido. Sin embargo, luego de 2 temporadas, la serie concluyó con su vigésimo episodio el 18 de diciembre de 2006 dejando el misterio aparentemente sin resolver. Después de su aparente final, en 02 de 2007 comenzó la producción de webisodios para ser distribuidos por el servicio gratuito de Adult Swim Video, y el primer episodio de la tercera temporada se estrenó el 16 de mayo de 2007, siendo continuada 11 años más tarde con el especial Invictus y una posible renovación para futuros episodios. Pese a su corto tiempo en el aire, su estilo de animación y su naturaleza surrealista y fragmentada, Ratón Esponja se ha ganado una base de seguidores de culto desde su finalización.
En Hispanoamérica la serie se estrenó el viernes 2 de febrero de 2007 por Cartoon Network Latinoamérica durante su bloque Adult Swim, emitiendo la primera temporada todos los viernes a las 23:15. La segunda temporada debutó el viernes 5 de octubre de 2007 y se transmitieron 20 capítulos en total, puesto que el capítulo 21 nunca se dobló al español. La serie siguió emitiéndose por Cartoon Network hasta la cancelación del bloque Adult Swim en Latinoamérica, el 7 de marzo de 2008. Posteriormente, el programa pasó a ser emitido para toda la región por el canal de cable I.Sat a partir de 04 de 2008, transmitiéndose en ese momento de lunes a jueves a las 22:00. Sin embargo, tuvo una emisión inestable e irregular, debido a los constantes cambios de horario de Adult Swim en dicha cadena. Finalmente en 2010, Ratón Esponja ocupó por última vez la programación del canal, emitiendo sus 20 episodios en dos oportunidades: primero a partir del 1 de julio de 2010 hasta el 30 de julio de 2010 de lunes a viernes a las 3:15 AM (reemplazando a Harvey Birdman, abogado) y luego, en su última emisión para Hispanoamérica, salió al aire desde el 27 de octubre de 2010 hasta el 15 de noviembre del mismo año, de lunes a viernes a las 3:30 AM, transmitiendo dos episodios por noche. Junto con Pollo Robot, Ratón Esponja fue la última serie animada transmitida por Adult Swim en Latinoamérica, antes de la cancelación del bloque el 1 de diciembre de 2010 y su posterior retiro de la programación de I.Sat. Volvió a transmitirse en 2015 por I.Sat, unos meses después del regreso de Adult Swim al canal, aunque esta vez totalmente subtitulado, y no doblado al español como en anteriores emisiones. En abril de 2018, la serie volvió a Latinoamérica, esta vez de forma panregional por TBS donde se emitió doblada al español hasta mayo de ese mismo año, siendo la última vez que Ratón Esponja llegó a transmitirse en Latinoamérica. 

Se anunció el 18 de septiembre de 2018 que la sería volvería en un especial de media hora llamado "Invictus", el cual fue transmitido el 14 de octubre del mismo año. En el mismo día de la transmisión del especial se hizo otro anuncio; que la serie retornará en una tercera temporada de 10 episodios para el 2020.

## Argumento
«12 oz. Mouse es uno de los dibujos animados más creativos y salvajes de la actualidad, que parece boceteado por un chico de 4 años, pero escrito por un peligroso guionista que socava nuestros valores morales y estéticos».
I.Sat sobre Ratón Esponja

De acuerdo con Adult Swim, la historia se centra en un ratón llamado Ratón Fitzgerald (Fitz) a quien le encanta la cerveza, y está atrapado en un mundo de amor, espionaje y el deleite de algunos trabajos extraños.
Cubierta por un estilo de comedia absurda, surrealista y bizarra, la trama se centra en una conspiración abstracta en contra del protagonista, la cual va distorsionándose hasta tomar giros inesperados e irrazonables. Fitz y todos los personajes viven en una ciudad violenta, nihilista y aparentemente hecha de cartón, donde el tiempo parece no avanzar y todos los edificios explotan sin que nadie haga algo al respecto. En el principio de la serie, Fitz realiza extraños trabajos para Tiburón sin siquiera darse cuenta de las consecuencias de sus acciones, prefiriendo beber cerveza y hacer lo que le provoca, sin prestar atención a lo que sucede a su alrededor. Sin embargo, repentinamente Fitz empieza a tener extraños recuerdos de una vida pasada, en la que alguna vez tuvo una esposa y una hija, quienes ahora parecen haber desaparecido. A partir de su primer recuerdo, Fitz empieza a buscar respuestas sobre su pasado y las oscuras fuerzas que parecen estar manipulando el mundo en el que ahora vive. Fitz sospecha que hay una siniestra y gigantesca conspiración en medio de la cual él está metido, relacionada con aspirinas y los intentos de personajes siniestros como Reloj, Tiburón y el Hombre de Negocios Rectangular de controlar la naturaleza del tiempo y la realidad. Fitz y su mejor amigo Ardilla reciben ayuda de otros individuos que podrían estar en una situación similar a él o podrían saber de su pasado, tales como Licor, Ruster, el oficial Maní y otros, mientras se meten en balaceras, hacen explotar cosas, y tratan de entenderse mutuamente y entender las respuestas a sus muchas preguntas. El programa también se vale de frases aparentemente inconexas o sin sentido e imágenes subliminales que aparecen en la pantalla en momentos claves de la trama, tales como esqueletos, bestias y gente gritando.
Aunque sujeta a múltiples y variadas interpretaciones, la teoría generalmente aceptada sobre la serie es que, de acuerdo a lo revelado en los recuerdos de Fitz y a datos proporcionados por otros personajes, el ratón estuvo en el pasado involucrado con un proyecto, código, empresa u organización llamada Q109, a la cual decidió renunciar por razones desconocidas (posiblemente para pasar más tiempo con su familia luego del nacimiento de su hija). Fue entonces cuando una figura misteriosa llamada la Sombra lo secuestró a él y a su familia con un propósito desconocido. Después de esto, Fitz se encontró en la ciudad donde ahora vive, con la mente nublada y pensando solo en emborracharse y hacer las cosas que le viene en gana en el momento. La serie sigue a Fitz mientras empieza a armar poco a poco su pasado y buscar respuestas sobre el gran misterio que encierra su mundo. Las respuestas a todas las interrogantes de la serie son reveladas en el último episodio, "Prolegomenon", aunque el misterio nunca es resuelto del todo y deja muchas preguntas abiertas y puntos sin aclarar, con un final ambiguo y sujeto a múltiples interpretaciones. Más que ser un final para la serie, el episodio 20 parece ser un nuevo comienzo, ya que uno de los personajes, José Oro, dice: "Pensé que esto se acababa", a lo que Fitz responde: "Sí, yo también lo pensé. Supongo que no".

## Personajes
- Ratón Fitzgerald: También conocido como "Fitz" o "Butch", es el protagonista de la serie, un ratón de color verde amnésico, con tendencias antisociales, psicópata y adicto al alcohol, que desafía a cualquier símbolo de autoridad y rara vez contesta una pregunta directamente, valiéndose de juegos de palabras, frases sin sentido o insultos para evadir la respuesta. En los primeros episodios, él y su "único amigo" Ardilla conducen por toda la ciudad en un taxi jet amarillo y cometen crímenes, hacen explotar edificios, sostienen balaceras, roban bancos y tocan música rock. Fitz es un excelente guitarrista, capaz de tocar la guitarra eléctrica con ambas manos (es ambidiestro) como se vio en el cuarto episodio, acompañado por Ardilla en la batería, y canta en algunos capítulos. Fitz no parece darse cuenta bien de lo que hace, ya que en el primer episodio no recuerda los crímenes que cometió cuando Tiburón se los menciona. Pero Fitz comienza a recuperar recuerdos y memorias suprimidas de que alguna vez tuvo una esposa y una hija; sin embargo, ambas desaparecieron misteriosamente. Según estos recuerdos, se sabe que fue secuestrado por La Sombra (un sujeto sombrío con forma de hombrecito de cartón) quien le disparó con un dardo y le puso una especie de casco en la cabeza; después de esto, Fitz solo despertó en su actual casa. A partir de su primer recuerdo, Fitz empieza a oír a todas las personas que conoce y que ahora habitan su mundo, ya que sospecha de ellas y cree que pueden saber algo sobre su pasado, que parece haber sido borrado de su mente. Un recuerdo del tercer episodio muestra a Fitz sosteniendo una tarjeta que dice: "Fitz; Ratón: Federal: All Access" y al final de aquella tarjeta está el número 109, lo cual nos sugiere que Fitz pudo haber sido un agente federal de aquel proyecto o empresa llamado Q109 (mencionado varias veces durante la serie) al cual decidió renunciar. Aparentemente, existen fuerzas misteriosas interesadas en que el ratón no sobreviva, recuerde cosas o entienda el mundo en el que está atrapado, razón por la que se teje una conspiración. Sin embargo, Fitz está consciente de haber sido "arrancado" de su realidad y empieza a luchar por entender los motivos, atormentado constantemente por recuerdos de la vida y familia que una vez tuvo y perdió, por razones que él no comprende. Fitz, su esposa y su hija conservan sus formas de ratones en el mundo real, lo cual no sucede con otros personajes. La serie sigue el viaje de Fitz en su búsqueda de respuestas.
- Ardilla (Skillet en la versión en inglés): Es el mejor amigo y cómplice de Fitz. Físicamente es de color blanco y negro y solo se comunica a través de chillidos fuertes. Aunque Fitz y todos los demás personajes se refieren a él como una ardilla y hasta su perfil en Adultswim.com lo reconoce como tal, Ardilla en realidad es más bien una chinchilla. Posee un fusil de asalto AK-47 el cual usa con frecuencia, puede volar y cuando lo hace, brotan flamas de sus pies. Tiene la habilidad de disparar rayos láser de sus ojos, propulsarse y volar a través de cohetes jet que tiene en sus pies, y es un buen baterista, capaz de usar su cola prensil para tocar tres baterías al mismo tiempo. Aparentemente, murió en el segundo episodio a causa de una explosión, pero regresó sano y salvo al capítulo siguiente sin explicación alguna. Según Matt Maiellaro, el personaje siempre estuvo destinado a morir (Licor tuvo un sueño en el que estaba parado frente a la tumba de Ardilla, la cual temblaba extrañamente). Debido a ello, Ardilla muere en el episodio 19 de la serie, cuando el Hombre de Negocios Rectangular voló el arma con la que él lo estaba atacando. Sin embargo, fue visto en el siguiente episodio en el "mundo real", metido dentro de una botella líquida, recuperándose de lo que parecían ser quemaduras. Él y Fitz conservan su forma de roedores en el mundo real. En un comercial en blanco y negro, un televidente preguntó por qué Ardilla parece ser el personaje mejor dibujado de la serie. Matt Maiellaro reveló que el dibujo de Ardilla fue extraído de un viejo libro de arte y es uno de los dos personajes que Maiellaro no dibujó por sí mismo, siendo Tiburón el otro.[3] También, de acuerdo con Maiellaro, se estuvo planeado que Ardilla muriera definitivamente en el episodio 19, pero que al final, se cambió la idea.[3]
- Tiburón (Shark en la versión en inglés): Es un escualo de color azul que trabaja en una agencia de empleos y contrata a Fitz en los primeros episodios para darle extraños trabajos con el fin de distraerlo. Si bien es el jefe de Fitz, Tiburón siente cierta atracción por él según lo reveló en el segundo episodio, cuando le dijo: "Yo he llegado a preocuparme por ti... mucho. Pero no de ese modo. Y sí también un poco de ese modo. Mitad y mitad". Sin embargo, su relación con Fitz es complicada no solo por el hecho de que los dos han tratado de matarse el uno al otro en muchas ocasiones, sino también por el hecho de que Tiburón forma parte de la conspiración en la que está envuelto Fitz, junto con el Hombre de Negocios Rectangular. Tiburón tiene a sus órdenes a un insecto el cual coloca cámaras en todos lados. Desde su cuarto de control, Tiburón vigila los movimientos de cada persona en todas partes de la ciudad, y cuando ve que alguien hace algo que no le gusta o no le conviene, lo manda a asesinar o controla su mente. Debido al poder que posee, Tiburón es temido por muchos personajes en la serie. Conoce la verdad sobre la conspiración y el mundo en el que ahora vive, y su carácter es despiadado, siniestro, malvado y autoritario. En una ocasión, Tiburón se autoproclamó "La teoría del Big-Bang", mientras detonaba una gran cantidad de edificios simplemente presionando un botón. Nunca queda claro, sin embargo, si Tiburón tiene tanto poder como el Hombre de Negocios Rectangular, ya que los dos siempre tienen desacuerdos sobre quién lleva el control de todo lo que sucede. Aunque reveladoras, sus discusiones nunca los llevan a ninguna parte. Ambos parecen estar trabajando con Reloj, ya que los dos se reportan ante él y hablan con él como si fuera superior a ellos, aunque la naturaleza de su relación nunca queda clara. En su actitud megalómana y egocéntrica, Tiburón llega a asesinar personas inocentes, ordenar la destrucción de toda la ciudad, amenazar y secuestrar a los amigos de Fitz con el fin de causarle daño. Cuando Licor le revela que Tiburón matará a todas las criaturas que sean sus amigos, Fitz decide salir a la ciudad con el fin de salvarlos, junto a Ardilla y la chica del suéter verde. Así, en el episodio 19, todos irrumpen en la oficina de Tiburón y le disparan sin cesar hasta volarle la cabeza, pese al hecho de que en el primer episodio se mostró que era a prueba de balas. En el capítulo 14, Tiburón y el Hombre de Negocios hablaron acerca de elegir las formas que ahora poseen, es decir, las de un tiburón y un rectángulo. Esto es confirmado en el episodio 20, donde se revela que en el mundo real, Tiburón es un hombre azul que viste un traje de ejecutivo. Las palabras de Tiburón en ese episodio sugieren que él es alguna clase de figura gubernamental, y que él no puede "ser responsable de una nación entera". De esto se deduce que el tiburón había sido su representación en la realidad virtual de Fitz, y aunque no se sabe por qué eligió ser un tiburón, él dice: "Tengo mis razones para esa elección". Es asesinado en el "mundo real" por una enfermera con la voz de la chica del suéter verde, y por un hombre con la voz del oficial Maní. La animación original de Tiburón proviene del episodio "The shark lover", de la serie de Hanna-Barbera Laboratorio Submarino 2020 del año 1972. El personaje apareció por primera vez en Adult Swim en el año 2001, para la serie Fantasma del Espacio de costa a costa, donde el Fantasma del Espacio se refirió a él como "El viejo tiburón de Kentucky".
- El Hombre de Negocios Rectangular (Rectangular Businessman o RBM en la versión en inglés): Es un rectángulo rosa de carácter muy arrogante y preocupado de su fortuna que trabaja de cerca con Tiburón. Constantemente desprecia a los demás y alardea sobre su riqueza y lo influyente de sus negocios. Aunque usa lentes, ha revelado que no tiene ojos. En el primer episodio, Tiburón envió a Fitz a recogerlo y llevarlo a una importante reunión de negocios en un lugar llamado "Industrias Queso". Pero en vez de eso, Fitz lo llevó a un cuarto de hotel donde lo hizo protagonizar su primera película pornográfica, antes de lanzar una bomba a la cama y marcharse mientras el edificio volaba en mil pedazos, matándolo aparentemente. Sin embargo, el hombre de negocios reapareció en el tercer episodio, argumentando que era demasiado rico para estar muerto y aliándose con Tiburón en contra de Fitz para continuar con la misteriosa conspiración. Al parecer él es el responsable de controlar la mente de las personas de la ciudad, lo cual fue revelado en el quinto episodio, cuando él y Tiburón estaban en su oficina con un grupo de ciudadanos con cascos o dispositivos conectados a sus cabezas. El hombre de negocios entonces dijo la frase: "Miglo limafla ver nim nimón", causando que los dispositivos se activaran. El rectángulo considera a Tiburón como alguien pobre, "lento y patético", siendo esta la causa de sus discusiones. Sin embargo, el hombre de negocios rectangular reveló que trabaja para Tiburón, con quien solía llevarse bien, pero nunca se supo qué le sucedió a su amistad. En el episodio 19, luego de la muerte de Tiburón, el hombre de negocios le dice a la Sombra que "Tiburón era solo un títere" y que "solo tenía el poder en su mente". El rectángulo posee poderes mentales, los cuales le sirven para hacer todo tipo de cosas, desde hacer aparecer objetos y partir personas por la mitad, hasta transformar a la Sombra en una oscura substancia líquida. Muere aparentemente al final del episodio 19, cuando su nave (que también es el banco y casa donde vive) es destruida por Amalockh. Es en el siguiente episodio cuando se revela que el hombre de negocios es un ser humano de color rosa y con un traje de ejecutivo en el mundo real. En esta realidad, posee los mismos poderes mentales que tenía en su forma rectangular, y es capaz de detener una bala con su mente. Sin embargo, muere de un balazo detrás de la cabeza. Matt Maiellaro afirma que Tiburón y el hombre de negocios rectangular muestran su verdadero yo en el undécimo episodio de la serie, cuando el auto de Tiburón se malogra y el rectángulo entra a una tienda para comprar una armónica bañada en diamantes.

«Que el auto no arranque simboliza la vulnerabilidad de Tiburón, y la tienda de armónicas representa la falta de moral y valores del Hombre de Negocios Rectangular. El hecho mismo de que el rectángulo decida no comprar una armónica significa que hay algo allá a fuera que él no conoce. No saber cosas es una debilidad que contradice el ego de Tiburón, pese a que él está en la misma situación».
Matt Maiellaro, creador de la serie

- Rolo (Rhoda en la versión en inglés): Es el cantinero del pueblo, tiene un solo ojo y le sirve a Fitz sus "doce cervezas como siempre". El trabajar en el bar le permite enterarse de todo lo que ocurre en la ciudad, como fue revelado en el cuarto episodio. En ocasiones suele colaborar con Fitz, brindándole información sobre los otros personajes, pero decide ya no hacerlo cuando Tiburón lo amenaza de muerte. En el quinto episodio, Fitz lo encuentra muerto y con el cuerpo ensangrentado y lleno de flechas, pero al siguiente episodio, Rolo viene de detrás del bar y sospechosamente le dice a Fitz que el cadáver está hecho de metal y "era solo una farsa". Fitz lo obliga a que le dé información, y es entonces cuando Rolo revela su creencia de que el rectángulo y Ruster son el verdadero mal de la sociedad en la que viven, y acepta ayudar a Fitz a cambio de quedar fuera de todo el asunto. Sin embargo, es sorprendido por Tiburón al final de ese episodio, quien aparentemente sabía todo lo que le dijo a Fitz. El Hombre de Negocios Rectangular aparece y lo mata por esto, cortando su cuerpo por la mitad con un ataque mental. Una serpiente que respira fuego sale del interior del cuerpo de Rolo y se va flotando. Como detalle adicional, según lo confesó Matt Maiellaro, el cuerpo de Rolo fue inicialmente dibujado en una de las páginas del libreto de otra serie de Adult Swim, Perfect Hair Forever, parte del cual puede verse al inicio del sexto episodio.
- María José o José María (Man/Woman en la versión en inglés): Es una mujer hermosa y atractiva que trabaja en la cafetería sirviendo la comida y en algunas ocasiones asiste al bar de Rolo, donde apareció por primera vez cuando Fitz trató de besarla estando borracho. Posee la inusual habilidad de transformarse en hombre con solo gritar: "¡José María actívate!" y de volver a ser mujer exclamando: "¡María José actívate!". Eso sí, mientras no haya pavos alrededor, ya que el humo de los pavos puede incapacitarla, causando que alterne sus transformaciones sin control. Es vista en los primeros episodios en posición horizontal, luego levantándose y haciendo un fuerte sonido de corneta, enviando así alguna clase de señales para Tiburón y el hombre de negocios rectangular, lo cual indica que está de su lado en la conspiración. Es una de las invitadas a la reunión secreta de Tiburón en el tercer episodio, y aparentemente conoce la irrealidad de la ciudad de cartón en la que vive, pues cuando el hombre de negocios le dijo que tenía mucho dinero, ella respondió: "No me importa tu dinero, el dinero no significa nada aquí". Es también una de las invitadas a la fiesta de Tiburón, donde lee unos libros llamados "Reglas", afirmando que los ha leído todos y son sus favoritos. Cuando Licor le pregunta por qué lee unos libros que son exactamente iguales, ella responde: "salger sal nos salger sal". Licor remarca que lo que hace no tiene ningún sentido, y cuando ella se niega a decirle qué hay detrás de la biblioteca, la empuja contra la puerta de la cámara donde Fitz está atrapado. Finalmente, en el noveno episodio, es vista entrando a una tienda de galletas que Tiburón hace estallar. Su única próxima aparición en la serie es en el episodio 15, en una escena situada en un espacio y tiempo indeterminado: María José está admirando una flor en una planicie desierta cuando de pronto Tiburón aparece en la Luna y le dice que se coma la flor. Cuando lo hace, se convierte en hombre aparentemente por primera vez. Una serpiente que respira fuego aparece, similar a la que habitaba el cuerpo de Rolo.
- El Oficial Maní (Peanut Cop en la versión en inglés): Es el policía del pueblo, un oficial de color azul quien no se toma en serio su trabajo, debido a que Siempre está drogado o borracho, en muchas veces se le ve fumando marihuana. El estar en este estado le impide reaccionar a crímenes que ocurren frente a sus ojos. Por ejemplo cuando María José le pidió que arrestase al rectángulo por indecente, el oficial solo empezó a reír incontrolablemente y a decir cosas sin sentido. Su pistola de doble cañón se asemeja a un cigarrillo, y según lo dicho por el hombre de negocios rectangular, Maní "era el mejor tirador de la clase", y podría "darle a un piojo a 100 metros de distancia, con viento fuerte". Debido a su tendencia de drogarse, beber y no hacer su trabajo, el oficial es propenso a desobedecer la ley, destruir edificios y usar su pistola para incendiar cosas. En el episodio 13, el oficial Maní cambia de profesión y se vuelve bombero después de robar un casco de bombero, hacer explotar la tienda de gorras y robar un camión de bomberos volador con patines. Al bajar y quedarse solo en la tienda de Licor, se enfrenta a la Sombra, pero a diferencia de los otros personajes, Maní no entiende lo que la Sombra le dice ni le tiene miedo, y los dardos tranquilizantes no le hacen efecto (solo lo dejan más drogado). Aparentemente, estar en este estado todo el tiempo le permite ser invulnerable a los ataques de personas metidas en la conspiración, además de darle sabiduría sobre aspectos de la realidad que nadie más conoce. En el episodio 18, luego de encontrarse nuevamente con la Sombra y ser abandonado en una solitaria calle en llamas, su voz empieza a ser alterada y su mente también, tras lo cual dice con una voz increíblemente seria: "Nadie me controla". Luego de esto, se une a Fitz en su lucha, le enseña como vencer a los corbata robots, después le revela que sabe el verdadero propósito de los robots y los Hovervacs y que además sabe dónde están y para qué son las aspirinas. Vuelve a ser policía en el último episodio cuando recupera su gorra. Como Tiburón y el hombre de negocios rectangular, se revela en el episodio 20 que el oficial Maní es un hombre azul con anteojos en el mundo real, con la misma tendencia a permanecer drogado para no ser afectado por lo que sucede a su alrededor. Acompaña a Fitz en su salida de la ciudad y en el desierto, donde desaparece misteriosamente en una luz blanca.
- Ojo (Eye): Es un ojo gigante con piernas que cada vez que habla dice ojo, por ejemplo "extrañojo" o "tiempojo". En su primera aparición, contrata a Fitz para cobrarle a José Oro "50 millones". Vive en una nave espacial en medio de una isla. Siempre está cerca de Tiburón y fue uno de los invitados a la reunión secreta; pero éste le desagrada, y se lo ha hecho saber en varias ocasiones como en el episodio 7, cuando Tiburón se cansó de él e hizo que la Mano le cortara una pierna. Fitz lo salva en el siguiente episodio, y lo lleva a través del desierto a la tienda de Licor, donde este abre un mueble secreto, revelando un ojo exactamente igual, y dice que son "ojos gemelos". Al principio, cuando ambos ojos se encuentran, descubren que son idénticos en todo; pero en el episodio 12, el otro ojo revela que le ha crecido un brazo y, amenazándolo con una pistola, lleva a Ojo al cuarto de control de Tiburón, donde es hecho prisionero junto con José Oro y el tipo nuevo, y ve cómo su casa es destruida. Estando prisionero, en una reveladora conversación en el episodio 18, Ojo le dice a Tiburón que extraña a su papá y que él iba a venir a recogerlo al colegio, a lo que Tiburón le responde: "No sabes cuánto tiempo has estado aquí. Tu papá desapareció hace mucho", dando a entender que Ojo fue alguna vez un estudiante de secundaria que se quedó esperando a que vinieran a recogerlo, a lo que Tiburón se interpuso. Esto es en cierto modo confirmado en el episodio 20 en la escena del mundo real, donde se revela que Ojo era en realidad un ser humano conectado a una máquina grande por medio de tubos conectados a sus ojos y a uno de sus brazos. Aunque no lo parezca, Ojo, si bien no percibe la irrealidad de su entorno, sí puede percibir el tiempo. Además ve al tiempo como un enemigo (refiriéndose a Reloj) ya que en el tercer capítulo Ojo dice: "Estoy cansado del tiempojo, estoy cansado del tiempojo, estoy cansado del tiempojo..." hasta que Reloj le echa un gas y lo deja inconsciente.
- José Oro (Golden Joe en la versión en inglés): Es un mago compañero de Fitz, que tiene la habilidad de teletransportarse de un lugar a otro como le plazca. Según las cosas que él dice y su forma de hablar, se asume que es una especie de rapero que graba discos, da giras y también "hace negocios en Frick". Habla como un altavoz, y tiene un acento hip-hop. Tiburón lo describió con estas palabras: "José Oro es como... la magia, todo desapareció en silencio". Su voz se oye distorsionada por un efecto de eco, como si todo el tiempo hablara por un megáfono y tiene un único diente dorado con un signo de $ en él. Un excelente conductor, es propenso a irritar a las personas que están cerca de él, especialmente Ruster. Aparece en el segundo episodio, donde es recibido en el bar como una especie de celebridad, y Fitz le habla para cobrarle el dinero que le debía a Ojo, antes de cambiar de opinión y usarlo como cómplice para liberar a Ardilla de la cárcel. En el capítulo 6, se nos indica que quizá José Oro pueda saber que se encuentra atrapado en un mundo que no es de verdad, puesto que le dice al Oficial Maní: "Extraño... extraño los días pasados, y la neblina púrpura, y las escarlatinas, y mi perplejidad... comer sándwiches bajo el árbol de navidad". Luego de ser sorprendido por Fitz en la granja de Ruster y haberle oído hablar de sus recuerdos del pasado, José se alía con él, Rhuster y el Oficial Maní en su lucha por sobrevivir. Es luego capturado por Tiburón hasta que Fitz y los demás lo rescatan y permanece con Fitz durante la batalla con los corbata robots y la destrucción que siguió, siendo una de las personas presentes en el momento en el que Fitz despertó tirado en la cafetería. Acompaña a Fitz, Ardilla y el oficial Maní al salir de la ciudad y en el desierto, donde es secuestrado por un pájaro gigante. Según Matt Maiellaro, el personaje está inspirado en Ruby Rod de El quinto elemento, una película de ciencia ficción que Maiellaro admira.
- Licor: Es un personaje con forma de cerillo que maneja una tienda de licor donde Fitz compra cerveza. Él es la primera persona en llamar a Fitz por el nombre "Fitz", lo que sugiere que pudo haberlo conocido previamente. Su temperamento puede ser descrito como "resignado", ya que sabe muchas cosas pero no las dice. No se sabe a ciencia cierta de qué lado está, ya que aunque ayuda a Fitz, también parece conocer muy bien a Tiburón y al Hombre de Negocios Rectangular, a quienes desafía y engaña sabiendo muy bien los poderes que ellos tienen y que lo podrían matar si quisieran. Licor siempre trata de hacer ligeras las situaciones que podrían parecer muy graves, diciendo alguna broma para evadir una respuesta directa. En el cuarto episodio, Licor recibe por equivocación una carta del hijo de Ruster en la que este le contaba cómo estaba transformándose en un mosquito llamado Mosquitor. Licor dice no saber quién es el que mandó la carta, pero en el octavo episodio parece haberse dado cuenta de que la carta era para Ruster, a quien parece conocer desde antes (aunque Ruster no lo recuerda). Usando la carta como excusa, Licor atrae a Ruster al sótano de su tienda de licor, donde lo golpea con un tubo de hierro y lo atrapa en una telaraña porque, según dice él, Ruster podría "activar la alarma" y hacer que "recomenzara todo". Licor parece entender muy bien la naturaleza del mundo en donde viven todos: en el noveno episodio usó un botón para congelar unas supuestas ilusiones de María José y el hombre de negocios rectangular, reveló el duplicado de Ojo que estaba escondido en su tienda, siempre sabe dónde está Fitz y como encontrarlo, sabe que Ruster necesita su mano para activar el Maíz-Droide y para qué sirve, conoce el nombre y propósito de Amalockh, es capaz de comunicarse con la Mano mientras está en el cerebro del Productor y, en el episodio 19, es el único que reconoce a Muff cuando Ruster aparentemente muere. Es visto por última vez en el capítulo 19, con una expresión enojada mientras ve a Fitz y sus amigos a punto de estrellarse.
- Ruster (Roostre en la versión en inglés): Es actualmente un granjero de pelo rubio con un garfio en lugar de mano que siembra salchichas empanizadas (o banderillas) en una granja cerca a la ciudad, y toca una guitarra de una sola cuerda. En el tercer episodio, una salchicha adivinadora lleva a Fitz y Ardilla a la granja de Ruster. Fitz parece no reconocerlo, pero Ruster le habla como si se conocieran de tiempo, aconsejándole que oiga todo lo que le rodea. Sabe de la existencia del Hombre de Negocios Rectangular, Menciona que Fitz siempre toma doce cervezas, y le habla de alguien llamado C. J. Muff que dejó Q109, cosas que Fitz no parece recordar o entender en ese momento. En el episodio 6, Rolo dice que Ruster es "el hombre" y asegura que él tiene todas las respuestas que Fitz busca. Rolo también dice que Ruster "es el tipo... él es el hombre... todo lo que toca se echa a perder", y una imagen de Ruster con los ojos en llamas, parado en un monte ardiente y en un lugar que parece ser el infierno aparece en la pantalla. Esa noche en su granja, Ruster les cuenta a José Oro y al oficial Maní, en una canción, que él alguna vez tuvo una buena vida, una gran casa y ropa fina, pero que lo perdió todo de pronto, incluyendo su mano y su mente. Luego cuenta su experiencia cuando Fue secuestrado por un sujeto sin forma, despertó en una habitación pintada de blanco con algo pegado al cuello que lo paralizaba y una figura que gruñía lo empujaba hacia un ventilador gigante dando vueltas. Todo esto puede sugerirnos que Ruster fue un famoso músico antes que lo secuestrara el mismo sujeto que secuestró a Fitz, y que él y Fitz trabajaron juntos alguna vez. En el capítulo 16, en uno de sus sueños, Fitz recuerda una conversación que tuvo con Ruster, que, se asume, pudo haber ocurrido antes de que ambos renunciaran a Q109. En aquella conversación, Ruster trató de que Fitz no se distrajera y recordara de qué se trataba Q109, y le habló de unos robots que él había construido, por órdenes del mismo Fitz. Ruster también le dice a Fitz que su plan había funcionado a la perfección y que iban a lograr escapar, pero nunca queda claro si se referían a escapar al mundo real o de qué robots estaban hablando. En la presunta carta del hijo de Ruster, este decía "Espero que te esté yendo bien en el campamento". En el episodio 8, Licor le preguntó a Ruster sobre esto, pero él no recordaba tener un hijo ni haber ido a acampar. Licor lo captura luego porque tiene miedo de que Ruster "casi hiciera que recomenzara todo" y de que pueda "activar la alarma". Más adelante, Araña lo secuestra llevándolo a una cueva desierta y, al final del décimo episodio, Ruster le dice en un tono entre serio y asustado: "Espera... yo... te conozco". Ruster conocía y estaba en contra de la conspiración y ocultaba miles de armas en su casa junto a un cohete en forma de salchicha, pero Fitz y Ardilla los usaron para escapar, destruyendo su granja en el proceso. Habiéndose quedado sin armas, Ruster convence a Araña para que lo ayude a activar el Maíz-Droide, un robot que él ha construido y que tiene la única misión de destruir la ciudad cuando él se lo ordene. Pero Ruster no puede activarlo porque le falta una mano, así que se esconde junto a Araña en un Búnker subterráneo hasta que Licor lo encuentra y le ayuda a recuperar su mano. En el episodio 19, al regresar a las alcantarillas luego de admirar al Maíz-Droide, Licor encuentra a Ruster tirado en el suelo e inconsciente, junto a una esfera azul, a la que Licor reconoce como "Muff". Muff le dice que Ruster "ya no está más aquí" y que "él está allá arriba". El significado de estas palabras sigue siendo desconocido.
- Productor (Producer Man en la versión en inglés): Es un hombre sociable y gritón que tiene la costumbre de caminar por ahí buscando personas con alguna clase de talento. Aparece acercándose a Fitz en el primer episodio, en el que intenta contratarlo como actor. Más adelante, en el cuarto episodio, intenta hacer que Fitz y Ardilla graben un álbum de rock en su disquera y empieza a discutir con el oficial Maní, hasta que su cabeza es cortada en dos por una fuerza invisible, y al final Fitz de alguna manera llega a grabar su álbum, llamado "Púdrete" (F-Off en inglés). El Productor aparece vivo cuatro episodios más adelante, entrando a la oficina de Tiburón y afirmando que su plan fue un éxito y que él y Tiburón son un equipo. Su fastidiosa manera de hablar molesta a Tiburón hasta que muere una vez más de forma desconocida: él está fuera de cámara cuando de pronto deja de hablar, se oye un sonido como de una cuchilla muy afilada, y luego hay sangre por todo el piso. Vuelve a aparecer vivo en el episodio 15, cuando la mano de Ruster se mete en su cerebro y controla su cuerpo. La mano es luego cortada de su cabeza dejándolo muerto otra vez.
- La chica del suéter verde (Green-Sweatered-Woman en la versión en inglés): Es una chica que usa una blusa verde, zapatos y falda rosada. Es la única persona en la ciudad que hace respetar las leyes y lo cuestiona todo, ya que aparece hablando de manera repetitiva y diciéndoles a los demás personajes lo que pueden o no pueden hacer o lo que ella piensa. Por esta razón la han matado en muchas ocasiones, y en un episodio el hombre de negocios rectangular dijo que ella "sabe demasiado". Luego la recogieron en el auto de Tiburón hasta que su manera de hablar molestó al rectángulo y este intentó matarla abriéndola en dos como a Rolo, pero solo logró abrir su cabeza, tras lo cual ella dijo: "Eso no fue amable, no fue amable, no fue amable, ¡no puedes matarme!". Luego de sobrevivir e irse del auto de Tiburón, llega con Fitz y Ardilla quien le arregla la cabeza y la convierte en un robot que les sirva como su arsenal móvil y lleve los miles de armas de Ruster. En forma robótica, ayuda a Fitz y Ardilla en muchas de sus peleas y los ayuda a matar a Tiburón. En el último episodio, se revela que ella es una misteriosa enfermera en el "mundo real" aparentemente asociada con el oficial Maní para ejecutar un plan. Ambos estaban asociados con un ser misterioso llamado "el nuevo ángel", a quien contactaron luego de matar a los hombres que eran Tiburón y el hombre de negocios rectangular. Según fue revelado en una entrevista sobre la serie, la chica del suéter verde está basada en la mujer que la interpreta, la productora Melissa Warrenburg, ya que en una ocasión ella recuerda haber hablado de manera repetitiva como el personaje. Según Warrenburg, la mayoría de personajes son parodias afectivas de Matt Maiellaro hacia productores y trabajadores del estudio.
- El Tipo Nuevo (The New Guy en la versión en inglés): También conocido como "el chico nuevo", es una especie de "fantasmita" de color rojo, cubierto con una sábana bajo la cual solo pueden verse sus pies, uno azul y el otro rojo. Cuando aparece, hace un ruido como de aleteo, y tiene una obsesión con Ardilla, al punto de que su casa está cubierta con sus fotos. En el tercer episodio lo secuestró, lo amarró y bailó hula-hula frente a él. También lo salvó del gas de tiempo de Reloj en el octavo episodio y viajó con él y Fitz por un corto tiempo. Cada vez que aparece, el Tipo Nuevo toca la canción Princess Cruiser de Tongo Hiti en un tocadiscos, y esta canción parece hipnotizar, incapacitar o controlar la mente de todo aquel que la escuche completa. En el episodio 7, al quedar atrapados en la granja de Ruster e inmovilizados por la canción del fantasmita, Ruster grita: "¡Que nadie lo mire! ¡Salgan de aquí antes de que termine la canción!". En el episodio 17, Tiburón captura y se come al fantasmita, y su canción aún se puede oír dentro del estómago de Tiburón. Cuando este muere, Fitz saca a un parcialmente digerido fantasmita de sus restos, tras lo cual afirma que tienen que llevarlo a un lugar llamado "el río". Ojo, conmovido, se ofrece a llevarlo.
- Reloj (Clock en la versión en inglés): Es un reloj de pared capaz de aparecer y desaparecer en distintos lugares y teletransportarse. Aunque no es un personaje, aparece donde quiera para soltar un humo verde (llamado "gas de tiempo") con el fin de hipnotizar a la gente o hacer que se olvide de lo que estaba haciendo previamente. También es capaz de soltar un gas anti-lenguaje, que incapacita a los demás para comunicarse. Aparentemente, le da órdenes a Tiburón y al hombre de negocios rectangular, quienes lo tratan como si fuera su igual o superior, pero el reloj no habla, solo emite un constante sonido de tic-tac. Sin embargo, sus manecillas están detenidas: siempre da las 2:22 al igual que todos los relojes de la ciudad. Los personajes afirman que el tiempo está estático o detenido en la ciudad marcando siempre en todos los relojes las 2:22. Una vez Ojo le dijo a tiburón acerca de reloj: "¿Y si se convierte en 2:23, y si el tiempo cambia?". A lo cual tiburón responde: "¿Cuánto darías por controlar toda una vida de tiempo en un segmento congelado de tiempo inexistente?. Trillones de moléculas inventando formas de vida en el espacio". Fue en el episodio final de la serie cuando el reloj se adelantó en el tiempo y marcó las 2:23. Reloj fue originalmente ideado por Matt Maiellaro, y diseñado por John Brestan, fotógrafo, editor y productor de la serie. En una entrevista, Maiellaro comentó que el Reloj es el objeto que «maneja todo el programa».[3]
- Insecto (Bug): es el ayudante de Tiburón, una pequeña criatura que camina y da vueltas erráticamente por las paredes. Pone cámaras secretas o simplemente espía a los demás. Tiburón tiene una baja opinión sobre Insecto, ya que cuando este le preguntó si podía ir con Pronto a acabar con Fitz, Tiburón le dijo que no porque metería la pata y que era "un imbécil". Sin embargo, más adelante Tiburón envió a Insecto a buscar a Fitz para matarlo, pero Ardilla se asustó al verlo y lo chamuscó con su arma.
- Pronto: Es un arquero y asesino que aparentemente trabaja para Tiburón, un hombre pequeño, crudamente dibujado y sin torso. Según lo dicho por Tiburón, "vive en un condominio allá en Quiver, le gusta el tiro con arco y es el mejor". Es responsable de la muerte de varias personas, incluyendo a Rolo en el quinto episodio y el sujeto de efectos especiales a quien Fitz y José Oro iban a usar para engañar a Tiburón. En el episodio 7, el hombre de negocios rectangular hace con su mente que Pronto se meta a la casa de Fitz y traiga a la mano de su refrigerador. Al final del octavo episodio, luego de que Fitz y sus amigos escaparon, Tiburón le castigó y le ordenó ir a enfrentar a Fitz de una vez por todas. Sin embargo, en vez de eso, Pronto le robó a Tiburón una cadena en forma de ardilla, llamada "La Cadena con el animal" y con esta despertó a Amalockh a cambio de un cofre con oro. Poco después, Amalockh lo devoró a él y a la cadena, y arrojó sus restos de vuelta al fuego en el episodio 18.
- Amalockh: es un monstruo de brazos retorcidos y tentáculos, despertado por Pronto con una cadena llamada "la cadena con el animal", que destruye la ciudad de cartón con solo rugir. Este personaje está animado con un nivel de detalle notablemente superior a cualquier otro personaje de Ratón Esponja, con un diseño similar a algunos personajes de Aqua Teen Hunger Force, esto debido a que fue dibujado en los estudios Radical Axis por el animador Todd Redner y no por Maiellaro.[3] En el episodio 16, cuando Amalockh fue despertado, se vio que salía de debajo de un monumento de piedra en un cementerio, en cuya cima se encuentran dos platos y un gran cráneo. En los siguientes episodios, Amalockh utilizó estos platos como una especie de tocadiscos para reproducir música, con la cual realizó el "breakdance de la muerte", según lo dice Licor. Sus otras notables características incluyen la capacidad de crecer a proporciones gigantescas y causar explosiones rugiendo. El Hombre de Negocios Rectangular se refirió a él una vez como "un tumor de maldad, que es inherente a todos nosotros". Cuando Fitz le preguntó a Licor qué era lo que hacía Amalockh, Licor simplemente respondió: "Él... él nos mata. Nos mata a todos". Amalockh también arrancó una flor que crecía en el cementerio, y al ver esto, Tiburón gritó alarmado: "Si esa flor llega a la persona indicada todos estaremos muertos".
- La Sombra: La Sombra aparece en los recuerdos de Fitz secuestrándolo a él y a su familia, luego de dispararles con dardos tranquilizantes. Ruster también menciona en el sexto episodio que "un sujeto al que ni siquiera pudo verle la cara" lo secuestró, lo puso en una habitación blanca y lo empujó hacia un ventilador. La Sombra luego aparece cuando el oficial Maní es secuestrado de la misma manera, y puesto en lo que parece ser una habitación similar a la que Ruster mencionó, solo que Maní no pierde el conocimiento ni tiene miedo. La Sombra habla con una voz ininteligible y por eso nunca se sabe cuáles son sus verdaderas intenciones, pero todos los personajes (excepto el oficial Maní) parecen entender lo que dice. Es similar a una especie de hombrecito de cartón sin forma con una luz, como se vio en el episodio 12, cuando Licor fue a un cuarto secreto en su tienda y habló con él. En un sueño en el episodio 16, se muestra al hombre de negocios rectangular parado ante él y blanco de terror, mientras lo mira y parece estarse transformando en un círculo. Sin embargo, en el episodio 19, se muestra que el rectángulo y La Sombra estaban trabajando juntos. El rectángulo transforma a la Sombra en líquido y lo atrapa en un frasco. Fue visto en la última escena del episodio 20, cuando el frasco en el que estaba atrapado cayó del cielo y se rompió, y La Sombra escapó en forma líquida.
- Esposa de Fitz (en inglés "Lady Mouse"): En los recuerdos de Fitz, él está casado con una joven ratoncita rosada y tienen una bebé ratón. Estos recuerdos muestran que, antes de renunciar a Q109, Fitz disfrutaba de una vida tranquila y feliz junto a su esposa, una mujer dulce, cariñosa y preocupada por el bienestar de su amado. En uno de los recuerdos de Fitz, su esposa intenta regalarle una corbata para su cumpleaños, pero en vez de la corbata le da una especie de telescopio de alta tecnología. Confundida, la esposa va a buscar la corbata de Fitz para dársela, pero encuentra a La Sombra en la habitación de la bebé, con la corbata puesta. La esposa le grita a La Sombra que los deje en paz, y él la deja inconsciente disparándole un dardo. En esta escena, la esposa no solo reconoce a la Sombra sino que se asusta y lo trata como un enemigo, indicando que la familia de Fitz había sido amenazada previamente. Cuando sus recuerdos lentamente empiezan a regresar, Fitz se empeña en descubrir qué le pasó a su familia y a la vida que alguna vez tuvo. En el octavo episodio, Tiburón usó un holograma de la esposa de Fitz para atacarlo, cambiando la escena del regalo de los recuerdos de Fitz para jugar con su mente. En el final de la serie, se revela que la esposa e hija de Fitz aún están vivas, pero necesitan su ayuda.
- C. J. Muff / Birmingham (también conocido con el apodo de Pichicho): No se sabe mucho sobre este personaje. Cuando Fitz interrogó a Ruster sobre quién era, este le respondió: "Ya te lo conté antes, la noche que nos emborrachamos, sobre Muff... pues, que su verdadero nombre es Birmingham y eso". Este misterioso Muff, según lo dijo Ruster, dejó Q109, que supuestamente es alguna clase de organización en la que Fitz y Ruster trabajaban. En el episodio 9, Ruster le cuenta a Araña sobre cuando le dijo a Muff que se curara algo, pero Muff no lo escuchó y corrió con un bozal en su boca. Ruster lo encontró tres días después junto al río, y luego Muff enloqueció y salió corriendo y gritando que iba a renunciar a Q109 y que vendrían a buscarlo. Es en el episodio 19 cuando Muff se reveló ante Licor, abandonando el cuerpo de Araña y tomando la forma de una bola de energía resplandeciente. Esto coincide con la conversación que Fitz recordó en el episodio 16, en la que él y Ruster mencionaron que 901Q era el código de xenomorfinetación arácnida, y con las palabras que Ruster le dijo a Araña en el décimo episodio: "Te conozco". De esto se asume que Muff había estado atrapado todo el tiempo en el cuerpo de Araña, y al ser liberado, envía a Licor a buscar a Fitz para quemar los campos de aspirinas. Ambos acuerdan encontrarse en un lugar llamado "el río", pero para ello necesitan a Fitz, o no lograrán pasar las cascadas.
- La Mano: Al final del cuarto episodio, Tiburón le habla a Fitz sobre su "álbum", el cual resulta ser una mano cortada que estaba bajo su cama. Fitz la guarda en su refrigerador y, en el capítulo 7, la Mano empieza a moverse por sí sola. Tiburón y el rectángulo han tenido suficiente de Ojo y el rectángulo enseña un par de tijeras con sangre. Tiburón dice que La Mano vendrá para manejarlo, y se ve a Pronto metiéndose a la casa del ratón y agarrando la mano. Luego, Ojo es visto saltando en una pierna en medio de la fiesta, con una violenta hemorragia y una herida donde la otra debería estar, mientras la Mano lo persigue con las tijeras ensangrentadas. Al final del episodio 9, la Mano irrumpe en la tienda de Licor donde se enfrenta al oficial Maní y a José Oro, pero Licor la atrapa en una botella. Más adelante, Licor le revela a Fitz que Ruster necesita su mano para activar el Maíz-Droide, ya que el panel de encendido solo reconocerá a la mano derecha, y la Mano está aparentemente persiguiéndolo, ya que Ruster menciona que es su "mano dirigida". Sin nadie que se ocupe de ella, la Mano se sale de la botella y se mete en la cabeza del Productor, hasta que Licor la encuentra y se la devuelve a Ruster.
- La bestia negra: Es una extraña criatura de cara monstruosa, colmillos y cuerpo de serpiente cuya imagen aparece durante la serie. Aparece por un segundo cuando Fitz menciona una película llamada "La Bestia Negra", durante la reunión de Tiburón en el tercer episodio, y al final de los recuerdos de Fitz. También aparece brevemente en el opening de la serie y en una escena con la marquesina del cine de la Bestia Negra en el episodio 13. También aparece en el mapa de la ciudad que Fitz y Ardilla encontraron, cerca de un cuerpo de agua que podría ser un río, o un lago.
- Corbata Robots y Hovervacs: Un corbata robot apareció por primera vez en uno de los recuerdos de Fitz como una corbata de lazo grande, roja y blanca que la esposa de Fitz quería regalarle para su cumpleaños. Más adelante, cuando Fitz estaba en un cuarto de ilusiones en la casa de Tiburón, apareció el holograma de su esposa tratando de convencerlo de que se ponga una corbata, la cual se transformó en un robot de 4 patas con garras, armas miniatura y un taladro, o sea un Corbata Robot. Los Hovervacs son pequeñas criaturas marrones voladoras como duendes que fueron vistas por primera vez siguiendo a Fitz, Ardilla y el fantasmita en el episodio 7, y en la fiesta de Tiburón absorbiendo a un par de ciudadanos con sus tubos. En el episodio 16, Ruster le menciona a Fitz unos robots que ellos construyeron y que los ayudarán a escapar. Al episodio siguiente, Tiburón, enfurecido, le ordena al hombre de negocios rectangular que le traiga miles de miles de Hovervacs y Corbata Robots de una fisura gigante en el desierto y un almacén abandonado. Estos se activan y empiezan a invadir la ciudad, causando una destrucción apocalíptica y matando gente a millares, como si fuera el fin del mundo. Es el oficial Maní quien descubre la forma de incapacitarlos: arrojándoles relojes funcionales, ya que al parecer el avance del tiempo los destruye. El oficial Maní luego revela que los Hovervacs son bichos con aspiradores que cosechan las aspirinas, mientras los Corbata Robots usan sus láseres para abrir las calles de la ciudad, revelando miles de campos de aspirinas que están por todas partes, porque "eso es lo que están protegiendo". Los Hovervacs también absorben gente y objetos con sus tubos, y disparan rayos láser rojos de sus bocas.

## Episodios
| #  | Título original                                        | Título en español (traducción) |
| -- | ------------------------------------------------------ | ------------------------------ |
| 1  | «Hired» «Contratado»                                   |                                |
| 2  | «Signals» «Señales»                                    |                                |
| 3  | «Roostre» «Ruster»                                     |                                |
| 4  | «Spider» «Araña»                                       |                                |
| 5  | «Rememorized» «Rememorizados»                          |                                |
| 6  | «Spharktasm» «Tibufantasma»                            |                                |
| 7  | «Adventure Mouse» «Aventura Ratón»                     |                                |
| 8  | «Bowtime» «Hora de la Corbata»                         |                                |
| 9  | «Surgery Circus» «La Circo-Cirugía»                    |                                |
| 10 | «Booger Haze» «La Neblina de Mocos»                    |                                |
| 11 | «Star Wars VII» «La Guerra de las Galaxias, parte VII» |                                |
| 12 | «Enjoy the Arm» «Disfruta el Brazo»                    |                                |
| 13 | «Auraphull» «Aurahorrible»                             |                                |
| 14 | «Meat Warrior» «La Guerra de las Carnes»               |                                |
| 15 | «Meaty Dreamy» «Extraños sueños por la Carne»          |                                |
| 16 | «Corndog Chronicles» «Crónicas de la Salchicha»        |                                |
| 17 | «Eighteen» «Dieciocho»                                 |                                |
| 18 | «Pre-Reckoning» «"Antes del juicio final»              |                                |
| 19 | «Farewell» «Adiós»                                     |                                |
| 20 | «Prolegomenon» «Prolegómeno»                           |                                |
| 21 | «Enter the Sandmouse» «Bienvenido al desierto, Fitz»   |                                |
| 22 | «Invictus» «Invicto»                                   |                                |

## Reparto
| Personaje                              | Actor original Estados Unidos | Actor de doblaje · Venezuela          |
| -------------------------------------- | ----------------------------- | ------------------------------------- |
| Ratón Fitzgerald                       | Matt Maiellaro                | Héctor Indriago                       |
| Tiburón                                | Adam Reed                     | Carlos Vitale                         |
| Hombre de Negocios Rectangular         | Kurt Soccolich                | Jorge Marín                           |
| Rolo                                   | Dave Willis                   | Rolman Bastidas                       |
| María José                             | Bonnie Rosmarin               | Lileana Chacón                        |
| Oficial Maní                           | Nick Weidenfeld               | Guillermo García Alvarado             |
| Ojo                                    | Nick Ingkatanuwat             | Guillermo Martínez                    |
| José Oro                               | Vishal Roney                  | José Granadillo                       |
| Licor                                  | Matt Harrigan                 | Ángel Balam                           |
| Ruster                                 | Scott Luallen                 | Luis Miguel Pérez                     |
| Productor                              | Matt Thompson                 | Johnny Torres                         |
| Productor                              | Matt Thompson                 | Juan Guzmán (primer episodio)         |
| Chica del suéter verde                 | Melissa Warrenburg            | Ivette García                         |
| Esposa de Fitz                         | Liz Maiellaro                 | Melanie Henríquez (primera temporada) |
| Esposa de Fitz                         | Liz Maiellaro                 | Rebeca Aponte (resto)                 |
| Voz-off, Narración y Traducción Verbal | ND                            | Juan Guzmán                           |
| Intérprete de tema de apertura         | Scott Luallen                 | Luis Miguel Pérez                     |
| Dirección de doblaje                   | Matt Maiellaro                | Guillermo Martínez                    |
| Estudio de doblaje                     | Williams Street Studios       | Etcétera Group                        |

## Producción

### Creación y desarrollo
Luego de trabajar en diferentes shows de Adult Swim escribiendo guiones y como productor, a Matt Maiellaro se le permitió al fin sacar su propia serie a la luz. El resultado fue la bizarra serie de humor absurdo, mezcla de acción y de trama compleja, Ratón Esponja, el programa que, según el propio Maiellaro, era considerado como "la mascota de Adult Swim". Su idea inicial era diferenciarse de los demás programas cómicos de la cadena, construyendo una historia real que lentamente fuera tomando forma, interesando al televidente y haciéndolo descifrar pistas a través de personajes simples y únicos que representaran la vida verdadera. Matt Maiellaro fue escribiendo el argumento de forma lenta, primero como una bizarra serie de humor llena de frases al azar, voces interrumpidas e ideas muy simples, pero con personas interactuando en un ambiente tangible, lleno de conceptos que poco a poco van encajando hasta armar una trama concreta. Matt Harrigan, la voz de Licor, colaboró con Maiellaro supervisando el guion de la primera temporada, pero al comenzar la producción de la segunda, Maiellaro escribió por sí solo el resto de la trama. Presentó el guion del episodio piloto que él había escrito ante los ejecutivos de la cadena con la frase: «Hacer esto nos costará en total unos 5 dólares y algo del papel que está en la copiadora».
Debido al escaso presupuesto, Matt Maiellaro reunió a gente de la oficina (productores y animadores del estudio) para encarnar a los personajes, eligiéndolos por su carácter y personalidad. Incluso su esposa participó junto con él en el programa, interpretando a la esposa de Fitz. Los actores rara vez leían sus guiones antes de grabar, lo cual ayudaba al estilo del programa, pues el diálogo debía ser inconexo y con largas pausas, y terminaban sus sesiones de grabación en un par de horas.
El desarrollo del guion de Ratón Esponja fue influenciado principalmente por el estilo surrealista de las películas del director y guionista David Lynch, de quien Matt Maiellaro es un gran admirador. El creador se inspiró además en diversas cintas de horror (entre ellas Phantasm) y en trabajos del director John Woo. Maiellaro solo tardaba una noche en escribir el libreto de un episodio, y normalmente estos eran subidos al servicio de Adult Swim Video (Fix) los viernes, días antes de su emisión en televisión los domingos.
Debido a lo complejo del argumento, existen numerosas teorías sobre la serie, creadas por los mismos fanes que le buscan muchos significados y correlaciones. Por ejemplo: En el programa se hace referencia a Q109, Rhuster se lo menciona muchas veces a Fitz y los dos hablan del tema cuando conversaban en una fogata. Al parecer ellos trabajaron juntos en una compañía, organización o proyecto llamado así, al cual Fitz renunció. Lo interesante de esto es que Q109 aparece en la Summa Theologiae (La suma teológica en español), que es un tratado de teología del siglo XIII, escrito por Santo Tomás de Aquino. La Summa Theologiae está formada por artículos, cuestiones (Question en inglés). La obra está dividida en tres partes.
- I: Primera parte (Prima): Dios uno; Dios trino; la creación; los ángeles; el hombre y el cosmos (119 cuestiones) y así sucesivamente.

Lo importante es que Q109 (Question 109) la Cuestión 109 trata sobre el orden de los ángeles malos. Intenta responder si ¿Hay o no hay iluminación en los demonios?, y si los ángeles buenos, ¿tienen o no tienen prelacía sobre los malos?. En la serie existe una especie de lucha de este tipo. Al respecto, Matt Maiellaro reveló lo siguiente: 

«Fue al final del segundo episodio cuando yo empecé a diseñar bien esta red de personajes y a calcular y descifrar quién de ellos era malo, quién era bueno, y quién pudo haber sido malo una vez, pero ahora está mitad y mitad entre ambos. Entonces, incluso a partir de ahí, yo no sabía muy bien donde estaba yendo el show, pero ya sabía cómo debía terminar en última instancia, que no es como lo terminamos con el episodio 20».
Matt Maiellaro, creador y escritor de Ratón Esponja.

En efecto, el creador no había tenido la intención de acabar el programa de la forma en que lo hizo. Inicialmente, la cadena había ordenado 20 episodios para la segunda temporada pero, al estar trabajando en el capítulo 10, Ratón Esponja fue repentinamente cancelado, y la cadena le notificó al equipo de producción que acortara los episodios de la temporada 2 a solo 13. Por lo tanto, Maiellaro tuvo que reescribir los episodios, para poder darle al programa una conclusión satisfactoria, mas no pudo desarrollar el final como él lo había planeado. Debido a ello, el creador escribió cinco guiones adicionales que continuarían la historia desde donde se quedó en forma de webisodios, de los cuales solo se produjo y emitió uno, «Enter the sandmouse».
El 11 de octubre de 2018, Adult Swim finalmente publicó en su cuenta de Twitter, una promo anunciando el especial Invictus que daría a luz la nueva temporada de la serie. Este especial sería transmitido el 13 de octubre por la cadena antes mencionada.

### Banda sonora
La secuencia de apertura y tema de cierre de la serie con la ciudad explotando fue filmada en un almacén de los estudios Turner con una cámara de moción controlada. El mismo Maiellaro, con ayuda del animador Nick Ingkatanuwat, pasó 3 semanas construyendo y pintando el horizonte y las calles de la ciudad, que incluía un total de 440 edificios de cartón para el rodaje y las diferentes tomas extendidas. Maiellaro construyó otra ciudad, distinta a la primera, que fue incendiada con pequeños explosivos y bombas de humo, mezclando luego las tomas de ambas ciudades y añadiendo efectos especiales para representar el carácter violento y nihilista del programa.
Matt Maiellaro se puso en contacto con Nine Pound Hammer, semi-profesional banda de Cowpunk proveniente de Lexington para que escribieran e interpretaran el tema principal de la serie. La guitarra estuvo a cargo de Blaine Cartwright, quien es además fanático del bloque Adult Swim.
La famosa canción de rock F-OFF tocada por Fitz y Ardilla, fue compuesta por Matt Maiellaro el creador de la serie durante los días del Fantasma del Espacio. Está basada en la canción del mismo nombre de The M-F-Rs, pero fue reescrita para el piloto de Ratón Esponja. La batería estuvo a cargo de Michael Kohler, productor ejecutivo, quien inicialmente tocó la primera parte con una guitarra de 12 cuerdas. Maiellaro alargó el tema y ambos lo regrabaron y mezclaron completo en el estudio de Kohler.
La música incidental fue compuesta por el mismo Maiellaro junto a Kohler, aunque algunas piezas específicas corrieron a cargo de una gran variedad de bandas y artistas que el creador conocía, entre ellas The Sadies y Tongo Hiti.

### Proceso de animación
La serie es constantemente criticada por su estilo de animación simplista y cruda. Esto se debe a que el creador dibujó casi todos los personajes él mismo, con el fin de abaratar costes de producción. Para animar la serie, Maiellaro dibujaba los personajes en cualquier trozo de papel que encontraba en el estudio, luego lo escaneaba y le mandaba el archivo a un animador; de hecho, el personaje de Rolo fue diseñado en la parte trasera de un libreto de otra serie de Adult Swim, Perfect Hair Forever. Maiellaro dibujó también los fondos y escenarios del programa durante la primera temporada y posteriormente, cuando el ritmo de producción se volvió más exigente y el creador se encontraba ocupado con otros proyectos, la tarea quedó en manos de animadores, camarógrafos y asistentes como John Brestan, Tom Nicolette y Nick Ingkatanuwat. El proceso de animación y coloreado de la serie corrió a cargo de los estudios Radical Axis, que también animan Aqua Teen Hunger Force, otra serie de Maiellaro. Terminada la animación, Radical Axis enviaba la imagen de vuelta al equipo de Maiellaro para el montaje de audio y video, realizado por Michael Kohler. Por último, la edición final era hecha en Final Cut Pro y supervisada por Matt Maiellaro y John Brestan.

### Título de la serie
Originalmente el título de la serie se iba a nombrar Ozmo, pero los autores no pudieron recurrir a ello debido a que el título estaba patentado por la BBC como el nombre de una de sus caricaturas educativas, así que el título fue incluido en su totalidad, aunque en el episodio piloto, fue disfrazado agregando otros caracteres de esta forma: 12 oz. Mouse.
El nombre de la serie en inglés ('12 oz. Mouse) sigue siendo un enigma para la mayoría de televidentes y fanáticos. Si es traducido literalmente al español, da como resultado "12 Onzas de Ratón". Las onzas son una unidad de medición, utilizada en bebidas como la cerveza en los Estados Unidos. Además, se especula que quizás el 12 de 12 oz. Mouse provenga del hecho de que Fitz, cada vez que va al bar, pide doce cervezas (sólo en una ocasión pidió 13).

## Lanzamiento en DVD
La serie completa, en forma de una sola gran película en lugar de episodios separados, fue lanzada en DVD exclusivamente en la tienda de Williams Street el 29 de febrero de 2008 bajo el sello de Warner Home Video. En la portada del DVD se muestra La última cena de Da Vinci, donde Fitz es Cristo y los otros 12 personajes sustituyen a los 12 discípulos. Sin embargo, si el DVD se mira a poca luz, la carátula muestra los esqueletos de los personajes, así como letras y símbolos que componen una falsa dirección de correo electrónico. Los 21 capítulos de la serie son presentados como una sola y continua película con nuevo material producido para cubrir el espacio entre episodio y episodio. También cuenta con tomas de la producción, entrevistas, detrás de cámaras, nueva música, todas las promos que se hicieron para el programa, el capítulo 13, "Auraphull", en su totalidad, y una colección de fanart enviado por fanáticos de la serie.

## Recepción
Los episodios 13 y 14 de la serie, Auraphull y Meat Warrior fueron vistos por un total de 460.000 y 431.000 espectadores respectivamente, posicionándose en el trigésimo y duodécimo lugar de los capítulos más vistos de la cadena, para la semana del 23 de octubre de 2006.
Ratón Esponja recibió críticas tanto positivas como negativas. Adam Finley de AOL TV calificó la serie como «uno de los dibujos más crudamente animados de Adult Swim, y sin embargo el más complejo en lo que a trama se refiere», señalando que, a diferencia de las otras producciones del bloque, «Ratón Esponja se va armando lentamente, revelando misterios más allá de lo que está a la vista mientras plantea muchas otras preguntas». Asimismo, John Smith de la revista digital The Buble de la Universidad de Durham afirma haber odiado el show cuando se estrenó, pero «después de verlo por un rato, lo que parecían ser frases triviales sobre dibujos inconexos empezaron a construirse y juntarse en una especie de argumento», comentando que el show resulta atrapante y diferente porque «todos están metidos en una emergente conspiración, y los televidentes queremos descubrir si el surrealismo, pistas crípticas e inexactitudes visuales tendrán, al final, una explicación conjunta».
Por el contrario, Justin Heckert de la revista Atlanta opinó que «la animación y arte de la serie parece hecha por niños preescolares», mientras que Lucy Maher de Common Sense Media criticó las acciones anarquistas de Fitz así como su tendencia a ahogarse en el alcohol para olvidar sus problemas, remarcando que es un programa solo para adultos debido a la excesiva presencia de drogas, sangre, violencia gráfica, humor de carácter sexual, armas blancas y armas de fuego.

## Otras apariciones
- El dúo de hip hop Danger Doom grabó una canción inspirada en Ratón Esponja titulada «Korn Dogz», incluida en su EP Occult Hymn, disponible en formato descarga digital en el sitio web Adultswim.com.[9] La canción utiliza clips de audio del capítulo 3, Ruster, incluyendo la frase «Corn dogs for the picking» («Hay salchichas para recoger» en español) la cual es dicha por el MC MF DOOM y mezclada con el diálogo original de Fitz.[10]
- Los personajes de Ratón Esponja hacen un cameo en la película animada de 2007 Aqua Teen Hunger Force Colon Movie Film For Theaters, apareciendo en la pantalla del Fantasma del Espacio mientras Albóndiga mira su programa en el televisor.[11]
- Algunas fotografías de Fitz y Ardilla aparecen como referencias visuales en los capítulos 5 y 6 de la serie Perfect Hair Forever, una parodia adulta del género anime escrita también por Matt Maiellaro y Matt Harrigan, que se encontraba en producción al mismo tiempo que Ratón Esponja.

## Ratón Esponja en otros idiomas
- en inglés: 12 oz. Mouse
- en portugués: O Rato Esponja
- en ruso: Pollitrovaya mysh (Поллитровая мышь)